# Oscar Lapham

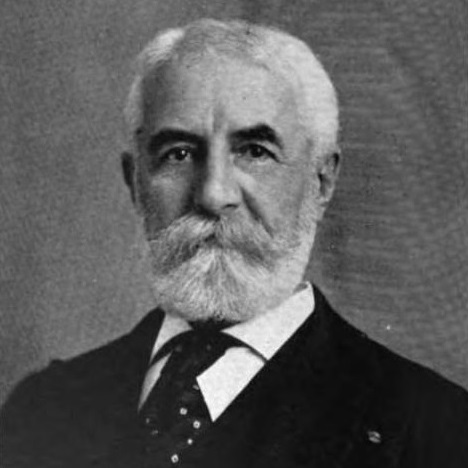
Oscar Lapham, 1904

Oscar Lapham (* 29. Juni 1837 in Burrillville, Rhode Island; † 29. März 1926 in Providence, Rhode Island) war ein US-amerikanischer Politiker. Zwischen 1891 und 1895 vertrat er den ersten Wahlbezirk des Bundesstaates Rhode Island im US-Repräsentantenhaus.

## Werdegang
Oscar Lapham besuchte Schulen in Massachusetts und New Hampshire und dann die University Grammar School in Providence. Anschließend studierte er bis 1864 an der Brown University in Providence. Zeitweise nahm er auch als Soldat der Union am Bürgerkrieg teil. Nach einem Jurastudium und seiner im Jahr 1867 erfolgten Zulassung als Rechtsanwalt begann er in Providence in seinem neuen Beruf zu arbeiten.
Lapham war Mitglied der Demokratischen Partei. Zwischen 1887 und 1888 gehörte er dem Senat von Rhode Island an. Von 1887 bis 1891 war er auch Mitglied und Kämmerer des Vorstands seiner Partei in seinem Heimatstaat. In den Jahren 1882, 1886 und 1888 kandidierte er jeweils erfolglos für das US-Repräsentantenhaus. 1890 wurde er dann gegen den republikanischen Amtsinhaber Henry J. Spooner in den Kongress gewählt. Nach einer Wiederwahl im Jahr 1892 konnte er dort zwischen dem 4. März 1891 und dem 3. März 1895 zwei Legislaturperioden absolvieren. Im Jahr 1894 unterlag er Melville Bull.
Nach seinem Ausscheiden aus dem Kongress zog sich Lapham aus der Politik zurück. Er arbeitete wieder als Rechtsanwalt und starb im Jahr 1926 in Providence, wo er auch beigesetzt wurde.